# 1. HOL 1995./96.
Prva hrvatska odbojkaška liga za 1995./96. je predstavljala peto izdanje najvišeg ranga odbojkaškog prvenstva Hrvatske. 
Sudjelovalo je ukupno dvanaest klubova, a prvak je peti put zaredom bila Mladost iz Zagreba.

## Konačni poredak
1. Mladost, Zagreb
2. Metalac-OLT, Osijek
3. Varaždin, Varaždin
4. Karlovac, Karlovac
5. Željezničar, Osijek
6. Akademičar, Zagreb
7. Rijeka, Rijeka
8. Novi Zagreb, Zagreb
9. Mladost, Kaštel Lukšić
10. Rovinj, Rovinj
11. Metaval, Sisak
12. Elektra, Osijek